# Gran Premio de Argentina de Motociclismo de 1981
El Gran Premio de Argentina de Motociclismo de 1981 fue la primera prueba de la temporada 1981 del Campeonato Mundial de Motociclismo. El Gran Premio se disputó el 22 de marzo de 1981 en el Autódromo Oscar y Juan Gálvez.

## Resultados 350cc
La primera carrera de la temporada fue para el sudafricano Jon Ekerold, con pasaporte noruego para evitar bloqueos deportivos. El sudafricano avanzó al venezolano Carlos Lavado en la vuelta 10 y ya fue directo al triunfo y se convierte en el primer líder de la general.
| Pos.     | Piloto                | Equipo            | Tiempo     | Pts. |
| -------- | --------------------- | ----------------- | ---------- | ---- |
| 1        | Jon Ekerold           | Bimota-Yamaha     | 54' 35" 34 | 15   |
| 2        | Jean-François Baldé   | Kawasaki          | +8" 19     | 12   |
| 3        | Carlos Lavado         | Yamaha            | +11" 72    | 10   |
| 4        | Patrick Fernandez     | Bimota-Yamaha     | +47" 04    | 8    |
| 5        | Jeffrey Sayle         | Yamaha            | +58" 23    | 6    |
| 6        | Thierry Espié         | Bimota-Yamaha     | +1' 12" 21 | 5    |
| 7        | Anton Mang            | Kawasaki          | +1' 17" 69 | 4    |
| 8        | Graeme Geddes         | Bimota-Yamaha     | +1' 25" 29 | 3    |
| 9        | Jacques Cornu         | Yamaha            | +1' 56" 42 | 2    |
| 10       | Vincenzo Cascino      | Yamaha            | +1' 57" 52 | 1    |
| 11       | Paolo Ferretti        | Yamaha            | +1 Vuelta  |      |
| 12       | Peter Looijesteijn    | Yamaha            | +1 Vuelta  |      |
| 13       | Yervant Samirdjian    | Yamaha            | +1 Vuelta  |      |
| 14       | Lucilo Baumer         | Yamaha            | +1 Vuelta  |      |
| 15       | Limberg Moreira       | Yamaha            | +1 Vuelta  |      |
| 16       | Claudio Omar Sagreira | Yamaha            | +1 Vuelta  |      |
| Ret      | Gustav Reiner         | Bimota-Yamaha     | Ret        |      |
| Ret      | Martin Wimmer         | Yamaha            | Ret        |      |
| Ret      | Didier de Radiguès    | Yamaha            | Ret        |      |
| Ret      | Michel Rougerie       | Yamaha            | Ret        |      |
| Ret      | Marcelo Diez          | Yamaha            | Ret        |      |
| Ret      | Eduardo Alemán        | Yamaha            | Ret        |      |
| Ret      | Roger Sibille         | Yamaha            | Ret        |      |
| Ret      | Claudio Girotto       | Yamaha            | Ret        |      |
| Ret      | Klaas Hernamdt        | Yamaha            | Ret        |      |
| Ret      | Fernando Cerdera      | Kawasaki          | Ret        |      |
| Ret      | Éric Saul             | Chevallier-Yamaha | Ret        |      |
| Ret      | Rafael Olavarría      | Yamaha            | Ret        |      |
| Ret      | Pierre Bolle          | Yamaha            | Ret        |      |
| Ret      | Alfredo Ríos          | Yamaha            | Ret        |      |
| Ret      | Pancracio Catania     | Yamaha            | Ret        |      |
| Ret      | Alejandro Alemán      | Yamaha            | Ret        |      |
| Sources: |                       |                   |            |      |

## Resultados 250cc
En el cuarto de litro, victoria del francés Jean-François Baldé se aprovechó de los problemas mecánicos del venezolano Carlos Lavado, que dominaba la carrera con contundencia. El australiano Graeme Geddes y el también francés Patrick Fernandez completaron el podio.
| Pos. | Piloto                 | Moto              | Tiempo     | Pts. |
| ---- | ---------------------- | ----------------- | ---------- | ---- |
| 1    | Jean-François Baldé    | Kawasaki          | 53' 59" 50 | 15   |
| 2    | Graeme Geddes          | Yamaha            | +5" 85     | 12   |
| 3    | Patrick Fernandez      | Bimota-Yamaha     | +9" 13     | 10   |
| 4    | Hervé Guilleux         | Siroko-Rotax      | +11" 56    | 8    |
| 5    | Roland Freymond        | Ad Maiora         | +28" 13    | 6    |
| 6    | Martin Wimmer          | Yamaha            | +30" 13    | 5    |
| 7    | Éric Saul              | Chevallier-Yamaha | +30" 83    | 4    |
| 8    | Loris Reggiani         | Bimota-Yamaha     | +54" 22    | 3    |
| 9    | Didier de Radiguès     | Yamaha            | +54" 95    | 2    |
| 10   | Thierry Espié          | Chevallier-Yamaha | +1' 00" 55 | 1    |
| 11   | Roger Sibille          | Yamaha            | +1' 05" 06 |      |
| 12   | Jean-Louis Guignabodet | Kawasaki          | +1' 06" 29 |      |
| 13   | Maurizio Massimiani    | Ad Maiora         | +1' 34" 19 |      |
| 14   | Anton Mang             | Kawasaki          | +1' 46" 32 |      |
| 15   | Eduardo Alemán         | Yamaha            | +1' 59" 98 |      |
| 16   | Jean-Marc Toffolo      | Armstrong-Rotax   | +2' 18" 12 |      |
| 17   | Jacques Cornu          | Egli              | +2' 27" 02 |      |
| 18   | Lauro Assakawa         | Yamaha            | +1 Vuelta  |      |
| Ret  | Carlos Lavado          | Yamaha            | Ret        |      |
| Ret  | Karl-Thomas Grässel    | Yamaha            | Ret        |      |
| Ret  | Christian Estrosi      | Yamaha            | Ret        |      |
| Ret  | Iván Palazzese         | Yamaha            | Ret        |      |
| Ret  | Gianpaolo Marchetti    | MBA               | Ret        |      |
| Ret  | Paolo Ferretti         | Yamaha            | Ret        |      |
| Ret  | Jeffrey Sayle          | Armstrong-Rotax   | Ret        |      |
| Ret  | Ángel Nieto            | Siroko-Rotax      | Ret        |      |
| Ret  | Klaas Hernamdt         | Yamaha            | Ret        |      |
| Ret  | Peter Looijesteijn     | Yamaha            | Ret        |      |
| Ret  | Michel Rougerie        | Yamaha            | Ret        |      |

## Resultados 125cc
En el octavo de litro, el español Ángel Nieto se llevó el primer triunfo de la temporada en una carrera que no fue fácil ya que su compañero de escudería, el italiano Loris Reggiani luchó frenéticamente por la victoria.
| Pos. | Piloto                       | Moto       | Tiempo     | Pts. |
| ---- | ---------------------------- | ---------- | ---------- | ---- |
| 1    | Ángel Nieto                  | Minarelli  | 52' 19" 33 | 15   |
| 2    | Loris Reggiani               | Minarelli  | +0" 32     | 12   |
| 3    | Jacques Bolle                | Motobécane | +7" 73     | 10   |
| 4    | Willy Pérez                  | MBA        | +26" 25    | 8    |
| 5    | Pier Paolo Bianchi           | MBA        | +54" 57    | 6    |
| 6    | Iván Troisi                  | MBA        | +1' 16" 72 | 5    |
| 7    | Per-Edvard Carlsson          | MBA        | +1' 17" 23 | 4    |
| 8    | Fernando González de Nicolás | MBA        | +1 Vuelta  | 3    |
| 9    | Barry Smith                  | MBA        | +1 Vuelta  | 2    |
| 10   | Norberto Gatti               | Minarelli  | +1 Vuelta  | 1    |
| 11   | Fabian Gonzales              | MBA        | +1 Vuelta  |      |
| 12   | Ricardo Tormo                | Sanvenero  | +1 Vuelta  |      |
| Ret  | Guy Bertin                   | Sanvenero  | Ret        |      |
| Ret  | Hugo Vignetti                | MBA        | Ret        |      |
| Ret  | Iván Palazzese               | MBA        | Ret        |      |
| Ret  | Francisco Incorvaia          | MBA        | Ret        |      |